# Dagmar Udén
Dagmar Udén, född 2 september 1893 i Hamburgsund, Göteborgs och Bohus län, död 20 mars 1957 i Stockholm, var en svensk skulptör och textilkonstnär.
Hon var dotter till folkskolläraren Oscar Udén och Hanna Johansson. Udén studerade skulptur för Carl Milles vid Kungliga konsthögskolan 1920–1926 där hon tilldelades stipendium, lovord och konstakademiens andra medalj. Hon vistades några månader i Tyskland och Paris 1921 där hon bedrev självstudier och besökte olika museer. Hon studerade även textilkonst vid Högre konstindustriella skolan men kom huvudsakligen att arbeta med skulptural konst. Som medlem i Föreningen Svenska Konstnärinnor medverkade hon i föreningens utställning på Värmlands museum 1935 och hon medverkade i höstsalongen på Liljevalchs konsthall 1934. Till hennes bättre arbeten räknas bysten av Vilhelm Moberg som hon utförde 1937 och medaljongen till Dan Anderssons gravvård på Ludvika kyrkogård. För Gustav Adolfskapellet i Lützen utförde hon en större medaljong av Gustav II Adolf och för arkitekten Harald Wadsjö utförde hon ett flertal dekorativa skulpturer. Hennes konst består av barnporträtt, reliefer, medaljonger och gravurnor. Hon var under flera år ledamot i Föreningen Svenska konstnärinnor och tilldelades föreningens stipendium ett flertal gånger 1935–1957. Hon var en skygg och tillbakadragen natur och försökte undvika kontakt med andra detta ledde till att hon var sparsam med sina utställningar och ofta ekonomiskt fattig. med ett stort mindervärdeskomplex gentemot andra konstnärer.